# ایلوا ایگهورن
ایلوا ایگهورن (انگلیسی: Ylva Eggehorn؛ زادهٔ ۶ مارس ۱۹۵۰) مترجم و نویسنده اهل سوئد است.
گفته می‌شود که او در میان معروفترین نویسندگان و شاعران مسیحی معاصر سوئد است. او با اشعار مسیحی که می‌سراید اولین آلبوم نیایش سوئدی را نوشت. در ژانرهای دیگر، او یک «فانتزی تاریخی» در مورد گوستاو بادین سرود، که برخی به تصویرسازی او به عنوان یک «عاشق» در سنت و فرهنگ سوئد می‌پردازد.

## جوایز ادبی
- ۲۰۰۱- جایزه ادبی کارین بوی